# Потёмкино (Смоленская область)
Потёмкино— деревня в Смоленской области России, в Починковском районе. Население — 89 жителей (2007 год) . Расположена в центральной части области в 15 км к северо-западу от Починка, в 7 км к западу от автодороги А141 Орёл — Витебск, на левом берегу реки Сож. Входит в состав Ивановского сельского поселения.

## Экономика
Потёмкинский спиртзавод .

## Достопримечательности
- Памятник археологии: неолитическая стоянка в 1 км юго-западнее деревни.
- Памятник героям Великой Отечественной войны.